# Otto Moll
Pour les articles homonymes, voir Moll.
Otto Moll né le 4 mars 1915 à Hohen Schönberg (Grand-duché de Mecklembourg-Schwerin) mort le 28 mai 1946 à la prison de Landsberg est un sous-officier SS Hauptscharführer affecté entre 1944 et janvier 1945 au secteur des krematoriums d'Auschwitz-Birkenau. Il est connu pour sa grande cruauté.

## Biographie
Il entre à la SS en mai 1935. Il intègre en 1940 le personnel des camps de concentration, d'abord à Sachsenhausen, puis à Auschwitz-Birkenau à partir de mai 1941. En 1942, il est responsable des Bunkers 1 et 2 (deux chaumières aménagées en chambres à gaz au printemps 1942). Il est ensuite Lagerführer dans les sous-camps de Fürstengrube et Gleiwitz 1, puis en mai 1944, pendant la période de la déportation des Juifs hongrois, il est rappelé à Auschwitz-Birkenau pour être chef des crematoriums (K2 à K5). À l'évacuation du camp en janvier 1945, il est transféré au Camp de concentration de Dachau puis à Ravensbrück. Arrêté par les alliés, il est jugé par un tribunal militaire américain en novembre 1945, condamné à mort pour crimes de guerre puis pendu à la prison de Landsberg en mai 1946.
Otto Moll laisse, selon les témoignages de déportés survivants, le souvenir d'un homme d'une cruauté et d'un sadisme très marqués. Les membres du Sonderkommando d'Auschwitz l'avaient surnommé « Malakh Hamoves » (L'ange de la mort en yiddish).

## Témoignage de Jakob Gabbai
Dans le livre Des Voix sous la cendre (textes rédigés en yiddish par Gradowsky, Lewental et Langfus, retrouvés enterrés après guerre près des ruines des crematoriums) Jakob Gabbai, un juif de Salonique survivant du Sonderkommando des Bunkers 1 et 2 (« la maison rouge » et « la maison blanche ») et du Krematorium II à partir du 12 mai 1944, décrit Otto Moll comme un fou sadique d'une cruauté sans bornes.
Surnommé « L'Ange de la Mort » à cause de la blouse blanche de médecin qu'il avait coutume de revêtir sur son uniforme SS lorsqu'il arrivait aux crématoriums juché sur sa moto, Otto Moll était la terreur des membres de tous les Sonderkommandos.
Jakob Gabbai raconte la fois où Moll a exécuté plus de 250 « musulmans » (un terme du vocabulaire des camps désignant des déportés au dernier degré d'épuisement qui tombaient pendant l'appel dans la position des musulmans en prière) arrivés du ghetto de Lodz en août 1944, dans la salle de déshabillage du Krematorium II, d'abord à l'aide d'un tisonnier, puis d'un fusil. Les innombrables crimes imputables à Otto Moll, de même que sa violence bestiale, sont également décrits dans l'ouvrage rédigé par Shlomo Venezia sur les Sonderkommando, un autre survivant arrivé à Auschwitz-Birkenau en même temps que Yakov Gabbai (son cousin).
Comme l'explique ce dernier : « Otto Moll n'avait rien d'humain. Pour lui, le meurtre était un jeu d'enfant. Il venait, sortait son pistolet et tirait sur n'importe qui. Moll, c'était le pire de tous... ». Jakob Gabbai raconte encore : « Jacques Benbenishti était peintre. Otto Moll l'avait fait venir dans sa maison afin qu'il peigne quelques tableaux. Dès qu'il a ramené Jacques au camp, il l'a exécuté. »
Zalmen Lewental, membre du Sonderkommando et tué lors de la révolte du 7 octobre 1944, surnommait Otto Moll « le meurtrier mondial ». Dans son manuscrit Des Voix dans la nuit, issu des rouleaux rédigés en yiddish et enfouis près des crematoriums, Lejb Langfus décrivait également Otto Moll et ses nombreux actes de cruauté, particulièrement ses « jeux » sadiques envers les enfants. Il notait que « son stratagème de prédilection consistait à créer une agitation folle [parmi les enfants] afin que leur panique soit totale ».